# Youma Diakité
Pour les articles homonymes, voir Diakité.
Youma Diakité, née le 1er mai 1971,  au Mali, connue également sous le nom de Youma, est un mannequin, une actrice et une personnalité médiatique, principalement active en Italie, qui, au-delà de son activité professionnelle, est intervenue dans quelques débats de société et contre les préjugés racistes.

## Biographie
Née au Mali en 1971, sa famille émigre en région parisienne en 1978, alors qu’elle a 7 ans . Elle fait ses études à Épinay-sur-Seine, puis, à partir de 1984, à Saint-Ouen. Au moment de s’engager dans des études supérieures en économie, elle est remarquée pour sa silhouette et se voit proposer par le  Groupe Benetton de poser pour une campagne de publicité. Elle gagne l’Italie en 1998, et y devient  célèbre pour sa ressemblance avec Naomi Campbell,  un des top models  alors les plus renommés, icône d’une diversité sur les podiums de la mode,. Naomi Campbell  est en partie à l’origine d’une « melting mode » qui permet à l’époque à quelques mannequins originaires du continent noir de se faire une place.
En Italie, Youma Diakité est mise à contribution par plusieurs marques de mode,  dont Armani, Versace et Dolce & Gabbana. Elle apparaît également dans des émissions de variétés à la télévision, et participe à diverses émissions de télé-réalité telle que celle consacrée à la danse, Ballando con le stelle , dans la deuxième édition de cette série ,, ou encore L'isola dei famosi.
Elle est tentée également par le cinéma. En 2004, elle interprète un rôle secondaire dans le long-métrage hollywoodien de Steven Soderbergh, Ocean's Twelve,  et en 2005 dans Fratella e sorello, l'ultime film de Sergio Citti, après avoir tourné dans quelques autres  films italiens.  
Installée à Milan, elle n’hésite pas, dans ces années 2000, utilisant sa notoriété, à s’exprimer quelquefois sur des sujets sociaux, ou à critiquer la Ligue du Nord et son leader Umberto Bossi,,. Elle bouscule notamment certains esprits en acceptant en 2009, sur proposition du maire de Quattro Castella, d’interpréter le rôle d’une comtesse, Mathilde de Canossa, dans une reconstitution festive annuelle, la  Corteo storico matildico , commémorant la rencontre en 1111 entre cette comtesse italienne  et l’empereur germanique Henri V. Réagissant au choix pour le spectacle de 2009, un conseiller provincial de la Ligue du Nord en appelle au respect de la tradition et de la vérité historique. Youma Diakité lui répond par l’intermédiaire des médias que si elle est la première Mathilde noire, elle n’est pas la première étrangère. Avant elle, le rôle avait certes été interprété par des italiennes, telles Silvana Pampanini  (en 1957), Franca Rame  (en 1964), mais aussi, par exemple, par l’américaine Ursula Andress (en 1987). Une élue du parti démocrate italien, Sonia Masini,  précise : « Mathilde était une femme courageuse qui a mené de nombreuses batailles contre les préjugés. Quelle meilleure interprète pourrait-il avoir que Youma qui se bat contre les préjugés aujourd’hui ? ». Le parti de la Ligue se positionne finalement en relativisant l’écart par rapport à la tradition : « Les organisateurs de l’événement ont toujours fait appel à des personnalités du spectacle qui avaient peu à voir avec la vérité historique. Sur ce point, Youma ne diffère pas des autres », affirme le secrétaire de la section locale.